# Zettenkaiser
Der Zettenkaiser ist ein 1968 m hoher Berg mit Gipfelkreuz im Kaisergebirge in den Nördlichen Kalkapen.

## Lage
Der Zettenkaiser ist Teil des langgezogenen Kamms im Westteil des Kaisergebirges, der vom Zettenkaiserkopf bis zum Sonneck reicht. Er ist durch eine Scharte (Grübler Lucke) von dem fast 150 m höheren Scheffauer, der östlich anschließt, getrennt. Richtung Westen trennen ihn mehrere Grattürme und Scharten vom Grübler Kaiser. Nach Osten hin befindet sich zu Füßen des Gipfels die Kaindlnadel. Der Gipfel mit ausgeprägtem, teils sehr schmalem Grat fällt südlich und östlich durch steile, teils mit Latschen und Grasschrofen durchsetzte Felsflanken zum Hintersteiner See (südlich) und der Steinbergalm hin ab. Er zählt zu den selten besuchten Gipfeln im Kaisergebirge. Aussicht nach Süden zum Alpenhauptkamm, nach Norden in den Zahmen Kaiser und nach Westen ins Inntal und nach Osten auf den Scheffauer.

## Routen
Der Gipfel ist nur durch erfahrene Bergsteiger zu erreichen, auch der Normalweg ist sehr anspruchsvoll und am langen Grat sehr ausgesetzt.
Der markierte Normalweg (Riegensteig) beginnt bei der privaten Kaindlhütte (1293 m) auf der Steinbergalm, führt über den Großen und Kleinen Friedhof (zwei Kare), um auf ca. 1700 m dann nach Überwindung einer 3 bis 4 m hohen Felsstufe (II+) (kann auch rechts umgangen werden) durch Rinnen in Latschengelände den Westgrat zu erreichen. Der Grat weist keine besonderen Schwierigkeiten auf (I), ist meist ausgesetzt und setzt somit Trittsicherheit und Schwindelfreiheit voraus. Es gibt keine Versicherungen und die Markierungen sind stellenweise verblasst (Stand 2015); kommt man von der Route ab, wird der Weg gleich bedeutend schwerer. Zeitbedarf ab der Kaindlhütte etwa 2 Stunden.
Noch anspruchsvoller ist die Variante einer Gipfelbesteigung über den Nordwandsteig, der im Kleinen Friedhof vom Normalweg abzweigt und direkt unterhalb des Gipfels wieder in den Normalweg mündet. Die Routenfindung ist schwierig, Zeitbedarf ab Kaindlhütte etwa 1,5 Stunden.
Der Zettenkaiser ist auch ein beliebter Kletterberg. Insbesondere die Überschreitung des Westgrates vom Grübler Kaiser zum Gipfel wird häufiger begangen (II–III). Der Einstieg für diese Route am Grübler Kaiser wird vom Hochegg aus über Steigspuren, eine kurze Felsstufe (II), durch Latschengassen und über den Grat (Gehgelände, I, Stellen II, zwei Stellen III) erreicht (kurz nach der Abzweigung vom markierten Bergsteig Walleralm - Kaindlhütte beginnen rote Markierungen, die zum Grübler Kaiser hinaufleiten). Auch eine Überschreitung des Gipfels hinüber zum Scheffauer wird von Kletterern unternommen (mit Abseilen in die Grübler Lucke). Auch in Nordwand/Ostwand gibt es zahlreiche Kletterrouten. Auch die vorgelagerte Kaindlnadel ist Ziel von Kletterern.